# Kerr (Montana)
Kerr es un lugar designado por el censo ubicado en el condado de Lake en el estado estadounidense de Montana. En el Censo de 2010 tenía una población de 251 habitantes y una densidad poblacional de 94,83 personas por km².

## Geografía
Kerr se encuentra ubicado en las coordenadas 47°40′30″N 114°11′4″O / 47.67500, -114.18444. Según la Oficina del Censo de los Estados Unidos, Kerr tiene una superficie total de 2.65 km², de la cual 2.36 km² corresponden a tierra firme y (10.76%) 0.28 km² es agua.

## Demografía
Según el censo de 2010, había 251 personas residiendo en Kerr. La densidad de población era de 94,83 hab./km². De los 251 habitantes, Kerr estaba compuesto por el 80.88% blancos, el 0.8% eran afroamericanos, el 5.58% eran amerindios, el 0.8% eran asiáticos, el 0% eran isleños del Pacífico, el 0% eran de otras razas y el 11.95% pertenecían a dos o más razas. Del total de la población el 2.79% eran hispanos o latinos de cualquier raza.